# 현덕호
현덕호(玄德鎬, ?~1908년)는 한국의 독립운동가이다.

## 생애
대한제국군의 향관이었던 그는 일제가 군대를 강제로 해산시키자 충북 단양에서 신태식 의진에 참가해 경북, 충청, 강원, 경기 지역에서 의병활동을 전개했다.
이후 신태식의진이 이강년(李康秊)의 의병부대에 합류하면서 이강년 의병부대에 소속으로 활동했으며, 1908년에 양주에서의 안산 전투에서 일본군의 총격을 받고 전사했다.